# Wasiły-Zygny
Wasiły-Zygny – wieś w Polsce położona w województwie mazowieckim, w powiecie przasnyskim, w gminie Chorzele. Wieś ma status sołectwa.  Leży nad rzeką Orzyc.
W latach 1975–1998 miejscowość administracyjnie należała do województwa ostrołęckiego.
W okresie międzywojennym w miejscowości stacjonowała placówka Straży Celnej „Wasiły”, a następnie placówka Straży Granicznej I linii „Wasiły-Zygny”.